# Kamil Rychlicki
Kamil Rychlicki (Ettelbruck, 1º novembre 1996) è un pallavolista lussemburghese naturalizzato italiano, opposto dello ZAKSA.

## Biografia
Nasce e cresce in Lussemburgo da una coppia di ex pallavolisti polacchi emigrati nel Granducato a fine carriera: il padre Jacek vinse la medaglia d'argento al campionato europeo 1983, la madre Elżbieta Rychter fu campionessa nazionale polacca nella stagione 1982-83 con il ŁKS. È quindi in possesso anche della cittadinanza polacca.
L'8 luglio 2022, su richiesta del CONI, Il Consiglio dei Ministri ha deliberato il conferimento della cittadinanza italiana.

## Carriera

### Club
Cresciuto dall'età di otto anni tra le file dello Strassen, dove fra il 2012 e il 2016 si aggiudica tre campionati lussemburghesi e quattro coppe nazionali, nell'annata 2016-17 si trasferisce in Belgio per disputare la Liga A con il Maaseik dove rimane per un biennio conquistando la Supercoppa belga 2016 e il campionato 2017-18.
A partire dalla stagione 2018-19 è invece di scena nella Superlega italiana: nella prima annata è impegnato con la maglia della Porto Robur Costa mentre in quella 2019-20 passa alla Lube dove rimane per due campionati. Con il club marchigiano si aggiudica lo scudetto 2019-20, due Coppe Italia e il campionato mondiale per club 2019.
Nell'annata 2021-22 viene ingaggiato dalla Sir Safety Perugia con cui vince una Coppa Italia e una Supercoppa italiana e, per la seconda volta, il campionato mondiale per club. Dopo un biennio con gli umbri, nel campionato 2023-24 si trasferisce alla Trentino, sempre nel massimo campionato italiano, conquistando la Champions League 2023-24 e lo scudetto 2024-25.
Nella stagione 2025-26 gioca per la prima volta nella massima serie del campionato polacco, ingaggiato dallo ZAKSA.

### Nazionale
Pur in possesso della cittadinanza polacca, opta per rappresentare la nazionale lussemburghese: nel 2012, con la selezione under 19 si aggiudica la medaglia d'argento al campionato europeo dei piccoli stati di categoria.
Con la nazionale maggiore conquista il secondo posto al campionato europeo dei piccoli stati 2013 a cui fanno seguito due medaglie d'oro nelle edizioni del 2015 e del 2017, mentre nel 2019 ottiene il bronzo ai Giochi dei piccoli stati d'Europa.
Nel 2025, dopo aver ottenuto la cittadinanza, viene convocato nella nazionale italiana, con cui, nello stesso anno, vince la medaglia d'argento alla Volleyball Nations League.

## Palmarès

### Club
- Campionato lussemburghese: 3

2013-14, 2014-15, 2015-16
- Campionato belga: 1

2017-18
- Campionato italiano: 2

2020-21, 2024-25
- Coppa di Lussemburgo: 4

2012-13, 2013-14, 2014-15, 2015-16
- Coppa Italia: 3

2019-20, 2020-21, 2021-22
- Supercoppa belga: 1

2016
- Supercoppa italiana: 1

2022
- Campionato mondiale per club: 2

2019, 2022
- CEV Champions League: 1

2023-24

### Nazionale (competizioni minori)
- Campionato europeo dei piccoli stati under 19 2012
- Campionato europeo dei piccoli stati 2013
- Campionato europeo dei piccoli stati 2015
- Campionato europeo dei piccoli stati 2017
- Giochi dei piccoli stati d'Europa 2019

### Premi individuali
- 2015 - Campionato europeo dei piccoli stati: MVP
- 2015 - Campionato europeo dei piccoli stati: Miglior schiacciatore
- 2017 - Campionato europeo dei piccoli stati: Miglior schiacciatore